# ويليام إس. فلين
ويليام إس. فلين (بالإنجليزية: William S. Flynn)‏ هو محامي وسياسي أمريكي، ولد في 14 أغسطس 1885 في بروفيدنس في الولايات المتحدة، وتوفي في 6 أبريل 1966 في بوسطن في الولايات المتحدة. حزبياً، نشط في الحزب الديمقراطي. وقد انتخب حاكم رود آيلاند ‏ (2 يناير 1923 – 6 يناير 1925).